# Orazio Borgianni
Orazio Borgianni (Roma, 6 aprile 1574 – Roma, 14 gennaio 1616) è stato un pittore italiano.

## Biografia

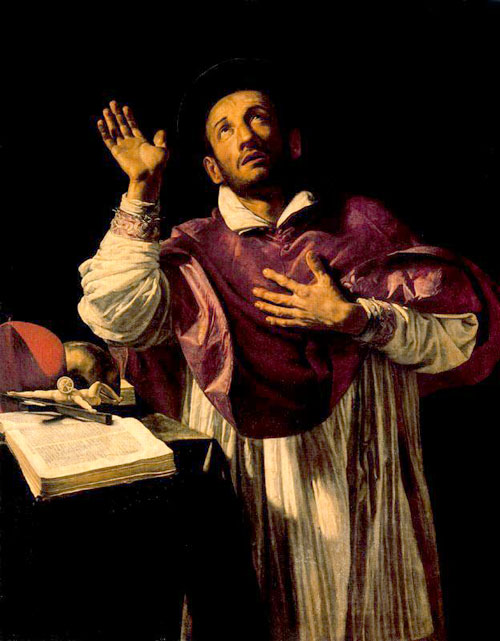
San Carlo Borromeo (attribuito), 1610 circa.

Poche sono le notizie riguardanti la biografia di questo artista. Figlio di un carpentiere originario di Firenze, nacque a Roma nel 1574, dove ebbe la prima formazione in un ambiente artistico di gusto puramente tardo manieristico. Probabilmente si trasferì, assieme al fratellastro Giulio Lasso, pittore e scultore, in Sicilia e, in seguito, tra la fine del XVI secolo e l'inizio del successivo, in Spagna, dove si sposò e maturò il proprio linguaggio artistico. Tornato in Italia nel 1605-1606, vi giunse nel momento culminante dell'attività romana di Caravaggio, ma ebbe rapporti personali tesi con il grande pittore lombardo, come testimonia il suo unico biografo diretto, Giovanni Baglione. A Roma fu molto attivo nell'Accademia di San Luca, prese parte all'Accademia degli Umoristi e nel 1610 entrò nella Compagnia di San Giuseppe di Terrasanta (poi denominata Accademia dei Virtuosi al Pantheon).
Dopo una lunga e debilitante malattia, Borgianni morì a Roma, nella sua casa di via Frattina, il 14 gennaio 1616 e il giorno dopo fu sepolto nella basilica di San Lorenzo in Lucina.

### Stile pittorico

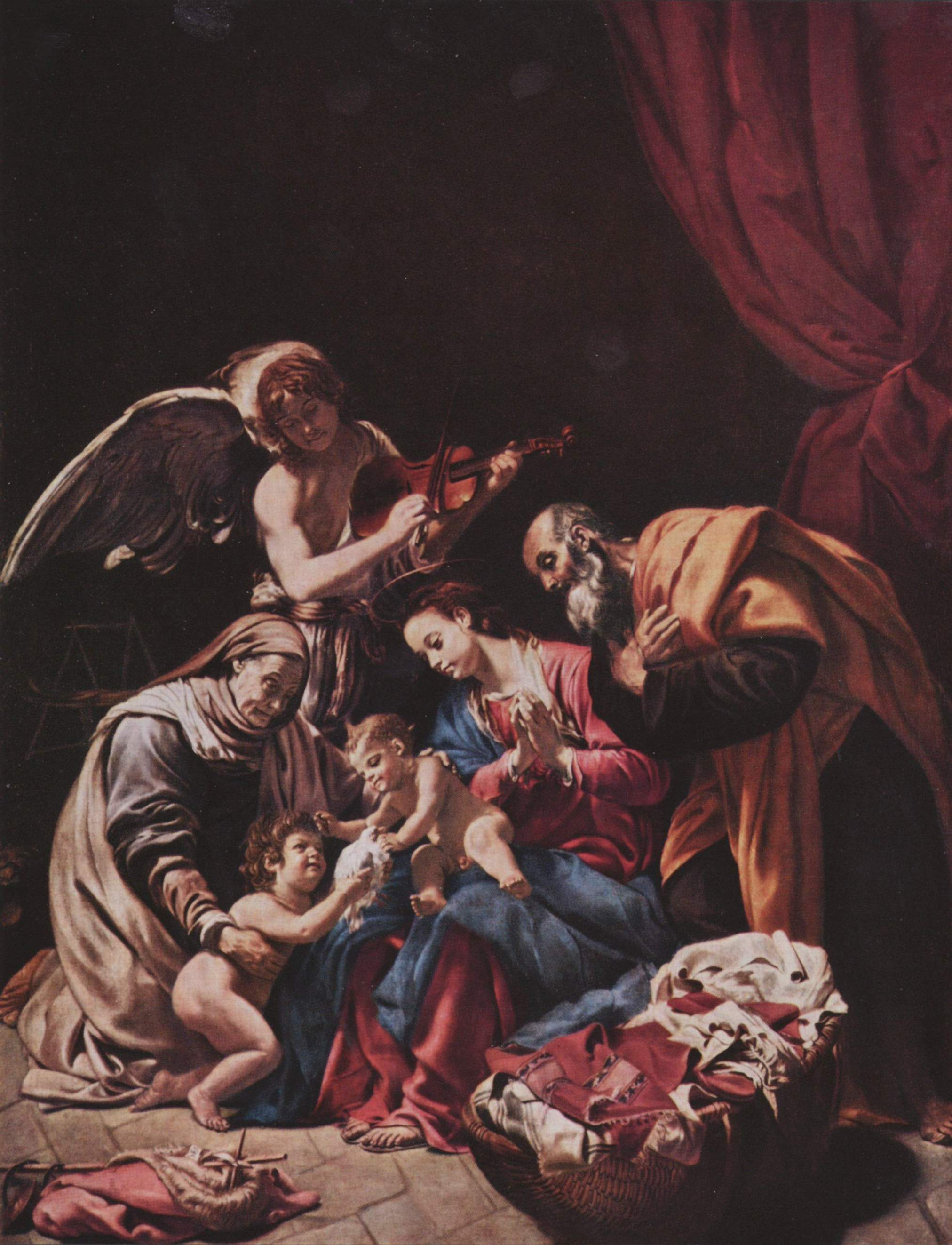
Sacra Famiglia, 1610 circa; tela. Roma, Galleria Nazionale d'Arte Antica di Palazzo Barberini.

Dopo aver ricevuto la prima formazione in Italia, si trasferisce in Spagna dove matura il proprio linguaggio artistico sugli esempi di El Greco e di Jacopo Bassano. E qui è soprattutto l'arte di El Greco ad influire in maniera determinante sul suo stile con il luminismo violento e con l'allungamento visionario delle figure. Al suo rientro a Roma abbandona le orme del tardo manierismo romano per proporre una interpretazione molto libera e personale del luminismo del Caravaggio, che si fondò sulla valorizzazione del retaggio raffaellesco, toledano, correggesco, che si traduce, nei suoi dipinti, in intensi effetti luministici e stupende nature morte, che assumono un originale tratto visionario trasfigurante e costituiscono un'anticipazione dello stile barocco.
Così, con la forza innovativa e l'attenzione drammatica della sua pittura, nasce uno degli stili più caratteristici dell'epoca in virtù della tecnica libera e pastosa e del colore ricco ed intenso.
Che il suo realismo assume aspetti diversi, bene emerge da alcuni dipinti quali la Natività della Vergine o la Sacra Famiglia, dove la luce ha guizzi improvvisi e misteriosi che trasfigurano il naturalismo della scena. In alcune opere, inoltre, il Borgianni mette in mostra un appassionato interesse archeologico, che si traduce con l'inserimento nelle composizioni, di elementi di scavo come bassorilievi e frammenti, che lasciano trasparire la malinconia dell'artista per un mondo perduto.

### Incisioni
Nel 1615, Borgianni si dedicò anche all'incisione di riporto, sia da Raffaello, di cui incise la serie completa delle Logge Vaticane (52 fogli), sia da sue stesse opere (Compianto su Cristo morto; San Cristoforo).

### San Carlo Borromeo

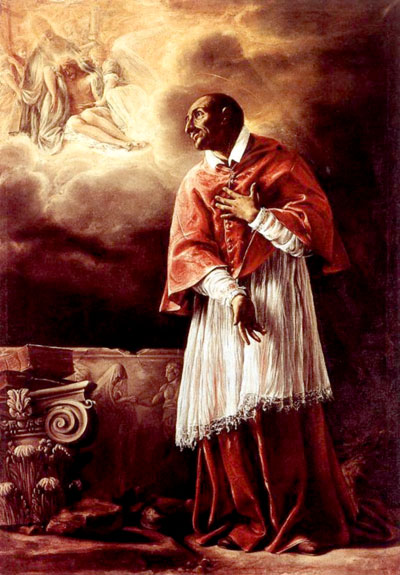
San Carlo Borromeo intercede presso la Santissima Trinità, 1611-1612; tela. Roma, chiesa di San Carlo alle Quattro Fontane.

Borgianni sviluppò l'iconografia di San Carlo Borromeo (canonizzato a Roma nel 1610) in vari dipinti. Il più famoso, datato 1611-12, fu realizzato per l'Ordine Trinitario ed è tuttora custodito a Roma presso la chiesa di San Carlo alle Quattro Fontane, capolavoro dell'arte borrominiana. In esse si coglie la maturazione dell'artista nel contrasto di luci, che è già alla base della sua tecnica, e nella costruzione scenica che viene sovvertita a favore di un più evidente coinvolgimento emotivo.

### Maestro d'arte
L'opera del Borgianni, che non ebbe una scuola e non lasciò allievi diretti, ebbe tuttavia un'indubbia influenza in Italia, ad esempio su Giovanni Serodine, Giovanni Lanfranco, Domenico Fetti e anche il giovane Guercino; ma soprattutto produsse forti riflessi sulla pittura della Spagna, paese con cui continuò a intrattenere rapporti anche dopo il trasferimento a Roma grazie ai suoi principali committenti, l'ambasciatore Don Francisco de Castro e il suo segretario Juan de Lezcano. Durante i suoi soggiorni nella penisola iberica a Pamplona, Saragozza, Madrid, Toledo, Borgianni realizzò un gran numero di opere con le quali esercitò grande influenza sui pittori spagnoli del primo barocco, in particolare su Luis Tristán. Tra le opere conservate in Spagna particolare rilievo hanno le tele della chiesa di Porta Coeli di Valladolid (realizzate a Roma nel 1611), il Cristo che medita sulla croce e il David che decolla Golia (ma anche quest'ultimo fu dipinto al suo rientro a Roma).